# John Weir
John Weir é um escritor norte-americano que publicou The Irreversible Decline of Eddie Socket (1989) e a aclamada novela What I Did Wrong (2006).